# Escola d'Estiu de Barcelona
L'Escola d'Estiu, creada i en funcionament a Barcelona des de 1914, és un curs anual de formació permanent i reciclatge del professorat i del magisteri. Iniciat per la Diputació de Barcelona i la Mancomunitat de Catalunya i continuat per altres entitats és un dels principals estímuls de la renovació pedagògica i la innovació didàctica en l'àmbit de Catalunya.

## Primera etapa 1914 -1923. La Mancomunitat de Catalunya
La primera Escola d'Estiu s'inaugurà a Barcelona el 27 de juliol de 1914. Fou una iniciativa del Consell d'Investigació Pedagògica, que després passà a anomenar-se Consell de Pedagogia. Impulsada per Eladi Homs secretari del Consell. Més tard Alexandre Galí en serà el responsable. Tenia també el precedent més proper de les "Converses" organitzades, anys abans, pels mestres de terres gironines. A partir d'aquell any se celebra cada estiu organitzada per la Diputació de Barcelona i, després, per la Mancomunitat de Catalunya. Homs, que havia estat becat per l'Ajuntament de Barcelona per anar a formar-se a les universitats de Chicago i Urbana als Estats Units, havia comprovat l'eficàcia d'aquest tipus de cursos intensius de reciclatge per a mestres impulsats allà per John Dewey. La seva creació i el seu objectiu de difondre la pedagogia activa suscità la reacció i oposició dels sectors més conservadors del magisteri afins allò que socialment i política significava la monarquia d'Alfons XIII que miraran de crear una alternativa.
La iniciativa no tingué la sensibilitat de recollir els esforços en aquest sentit de col·lectius de mestres públics. Tot i que, segurament, es pretenia bastir una formació de mestres que fos plantejada trencant amb tota pràctica de la vella manera de fer escola. Finalment el 1922 l'organització de l'Escola d'Estiu es va realitzar conjuntament pel Consell de Pedagogia i la Federació de Mestres Nacionals de Catalunya.
L'Escola d'Estiu des de la seva creació ha convocat els mestres a renovar l'escola per construir una societat i un país millor a través de l'educació dels seus ciutadans petits i joves. Els seus treballs i cursos de perfeccionament tenien un mes de durada. La Setmana Final aplegava el gruix de les conferències i debat obert a alumnes i exalumnes. El 1918 es va dividir l'Escola d'Estiu en dos graus un introductori i l'altre de perfeccionament.
De la primera etapa de l'Escola d'Estiu, entre 1914 i 1922 cal assenyalar la difusió dels mètodes actius i especialment del Mètode Montessori. El qual per la seva alta estructuració facilitava la seva aplicació. També cal destacar, el 1920, la participació de pedagog suís Édouard Claparède, un dels referents educatius seu temps.
Les Escoles d'Estiu combinen la formació teòrica amb les pràctiques i les visites. A la convocatòria de l'any 1923 s'afirma que l'objectiu és posar les bases del “futur d'una escola catalana, amb ciència i doctrina pròpia, amb personalitat característica, alternant amb els altres valors pedagògics que pel món circulen". Per a una bona part del magisteri la renovació pedagògica i la catalanitat de l'escola eren aspectes indissociables. L'Escola d'Estiu, com la mateixa Mancomunitat, fou suprimida per la Dictadura de Primo de Rivera instaurada pel cop d'estat del setembre de 1923.

## Segona etapa. La Generalitat republicana
La represa de 1930 combinà la formació pedagògica amb la general i es amb un grups de nois s'experimentà el Mètode de Projectes. L'edició de 1931, la primera tutelada per la Generalitat republicana i amb una gran afluència de mestres, comptà entre el seu professorat amb Pierre Bovet, director de l'Institut de Ciències de l'Educació de Ginebra.
A partir de l'edició de 1932 l'organització fou confiada a l'Escola Normal de la Generalitat. Abordà el plantejament de la catalanització de l'escola en la nova situació política i educativa de la II República.
Es redueix la durada de l'Escola d'Estius a partir de 1933. Es continuaren encarant els problemes centrals que té plantejades l'educació del moment com la construcció d'una educació moral i cívica laica (Escoles d'Estiu de 1932 i 1933) i com establir l'escola unificada (Escola d'Estiu de 1934).
En consonància amb els temps esperançats que s'havien obert amb la recuperació de la Generalitat i la República, augmenta interès pels mètodes més socials com ara el mètode Decroly (tema monogràfic de 1935) i el mètode Freinet.

## Franquisme i resiliència
En l'etapa més feixista de primer franquisme es declara “antiespanyola” tota aquella escola que es fonamenti en el laïcisme, la catalanitat, la democràcia o tot allò que no subscrigui la concepció de l'Espanya única de la dictadura. Violència i repressió són dos elements de la naturalesa política i jurídica de la dictadura del general Franco durant els seus llargs quaranta anys. El nacionalcatolicismo serà omnipresent des de l'escola primària fins a la universitat com en tots els agents d'educació formal i no formal.
Malgrat les greus dificultats ja el mateix any de la victòria franquista a la guerra civil, 1939, es fundaran a Barcelona les primeres escoles que mantindran una actitud de resistència cultural i cívica. A poc a poc i al cap d'unes dècades aquestes escoles ja seran una munió. A mitjans dels anys seixanta conformen una xarxa prou àmplia que obra un segon moviment de renovació pedagògica el qual vol donar continuïtat al del primer terç del segle xx. Ben aviat aquestes escoles senten la necessitat de fomentar la formació dels seus mestres d'acord amb els plantejaments de l'Escola Activa. Recollint aquesta necessitat, el 1965, es crea la institució Rosa Sensat com a nucli de formació i difusió de la renovació pedagògica i es converteix en l'entitat de referència en el camp de la pedagogia catalana. La constitució de Rosa Sensat és el resultat d'una acció unitària de l'oposició franquista. Si la fundació de Rosa Sensat significà la visualització pública d'aquesta alternativa, també marcà l'aparició d'altres opcions socials.

## Tercera etapa. La represa de les Escoles d'Estiu i Rosa Sensat
Restaurar l'Escola d'Estiu és un dels primers objectius que es plantejà Rosa Sensat. Si abans de la guerra havia estat tan útil en la transformació del teixit educatiu català, ara sota el franquisme era més necessària que mai. S'obrirà la primera Escola d'Estiu de Rosa Sensat el juliol de 1966. Hi assistiran mestres moguts per la voluntat de renovar les pràctiques educatives i a preservar la llengua i la cultura catalanes. L'Escola d'Estiu en aquests anys darrers del franquisme esdevé un dels indicadors pregons de la cada dia més visible oposició al franquisme. Sindicats clandestins, mestres, universitat i moviment veïnal seran la proa d'aquesta oposició.
Seguint el plantejament de les edicions republicanes, l'Escola d'Estiu aplega un conjunt de cursos de formació pedagògica, cultural, científica i social, al costat de cursos metodològics o d'especialitzats, tallers, etc. També un tema general oferirà un fòrum d'aportacions i reflexions a les grans qüestions educatives que la societat té plantejades.
Moltes de les problemàtiques educatives, que afloraran a la Transició democràtica i posteriorment, ja són presents molt temps abans a les Escoles d'Estiu: laïcitat de l'escola, compromís polític dels mestres, model d'escola pública, model d'escola catalana, entre d'altres. L'Escola d'Estiu, Rosa Sensat i el seu entorn escolar esdevenen un mal tolerat oasi de llibertat dins el franquisme. Són anys que s'analitzen qüestions com ara la problemàtica del mestre (1969), la influència de la societat a l'escola (1970), o les relacions entre escola i societat (1971).
Com a resultat del debat sobre una alternativa democràtica al sistema escolar actual, s'aprovarà la declaració “Per una Nova Escola Pública” de l'Escola d'Estiu de 1975. Implica l'assumpció del fet que és hora d'abastar l'ensenyament públic en un moment en què ja es respira la fi de la dictadura franquista iniciada formalment amb la mort de Franco el novembre d'aquell any. Un document que desafia la dictadura definint un nou model d'escola i que cal llegir-lo al costat de la declaració de l'Escola d'Estiu de 1976, que hi introdueix importants matisacions sorgides en el debat sobre "Per una nova escola pública: refer l'escola".
L'expansió de les Escoles d'Estiu són un altre símptoma de la seva capacitat d'incidir en la societat i en la pràctica pedagògica. Així el 1977 se celebren Escoles d'Estiu a Barcelona, Sabadell, Tarragona, Girona, Lleida, País Valencià, Madrid, Euskadi, Aljarafe (Sevilla), Extremadura, Aragó i el congrés d'escoles Freinet a Granada. El 1979 la Generalitat provisional patrocinava l'Escola d'Estiu de Barcelona i les que es realitzaven a altres punts del país. El tema de l'Escola d'Estiu va ser “Catalunya a l'escola”. L'any següent s'organitzava la Xarxa d'Escoles d'Estiu de la Generalitat. La multitudinària assistència a les Escoles d'Estiu dels anys setanta i primera meitat dels vuitanta confirma el paper destacat dels mestres com agents dels canvis que requeria una societat després de quaranta anys de dictadura.
Amb la gradual normalització de la vida democràtica a partir del final de la dècada dels setanta, apareixen diversos moviments de renovació pedagògica arreu de Catalunya. Ara representaran no solament l'avantguarda pedagògica del magisteri sinó que, també, es responsabilitzen de la difusió dels valors de la democràcia que reneix en un context sociològic on el franquisme ha deixat un enorme pòsit.
A mesura que la política recupera els espais vedats per la dictadura franquista, les Escoles d'Estiu s'estenen per tot el territori organitzades pels diferents col·lectius de mestres renovadors. Centren la seva preocupació en qüestions pedagògiques i didàctiques. Aquest interès es tradueix fins a mitjans dels anys vuitanta en una assistència massiva a les Escoles d'Estiu, nuclis aglutinants del moviment convertides en àmbit de pràctica crítica. L'Escola d'Estiu de Barcelona continuà de facto amb l'organitzada per l'associació Rosa Sensat són anys que es treballa sobre temàtiques com el model d'escola catalana (1978), Catalunya a l'escola (1979), l'escola a Catalunya: relació amb l'entorn social, educatiu i cultural (1980), la renovació pedagògica a través dels programes i la metodologia (1981) o l'’alternativa de l'escola al fracàs (1982).
Tanmateix amb el pas dels anys la vitalitat de les Escoles d'Estiu es ressent negativament per diversos factors professionals i socials, L'Escola d'Estiu entra en crisi en un context de desmobilització cívica i política. A Lleida, el 1986, els moviments de renovació pedagògica de Catalunya decideixen federar-se i escometen un examen crític de l'acompliment de la declaració “Per una Nova Escola Pública” de l'Escola d'Estiu de 1975. Aquesta certa crisi representa una dificultat però, també, la cerca d'una adequació de les Escoles d'Estiu a la missió de l'escola i dels mestres en el nou context social, cultural, sociolingüístic, econòmic i polític del tombant de segle i les primeres dècades del XXI. Amb l'entrada al segle actual, s'aprofundeix en el compromís social i en la resposta a la situació plantejada per la nova onada migratòria, els canvis socioeconòmic o la defensa dels drets dels infants entre altres reptes.
Les Escoles d'Estiu, a hores d'ara, de nou protagonitzen la voluntat de transformació de l'escola per respondre als reptes de la nostra societat. Apareixen com una eina eficaç de renovació i innovació educativa, ja que són organitzades pels mateixos mestres que protagonitzen el dia de l'escola. Amb propostes fetes des del coneixement del sistema i el medi educatiu on es vol aplicar. En això rau l'eficàcia de l'Escola d'Estiu ja que ofereix un espai per optimitzar la pràctica educativa, propiciant el coneixement d'alternatives ofertes per la reflexió teòrica on aquesta és modificada per la reflexió crítica des de la pràctica educativa.